# Galilaei (cráter marciano)
Galilaei es un cráter de impacto situado en el cuadrángulo Oxia Palus de Marte, localizado en las coordenadas 5.72°N de latitud y 333.09°E de longitud. Tiene 137,2 km de diámetro y recibió su nombre en honor de Galileo Galilei en 1973.